# Sieć transportowa
Sieć transportowa – zespół (zbiór) punktów transportowych i występujących między nimi powiązań transportowych w postaci tras (ścieżek) przewozu przeznaczony do podróży osób, przemieszczania ładunków i przejazdu pojazdów.